# Додсон Вранч (Тенеси)
Додсон Вранч (енгл. Dodson Branch) насељено је место без административног статуса у америчкој савезној држави Тенеси.

## Демографија
По попису из 2010. године број становника је 1.074.
| Група             | 2000.    | 2010.         |
| Белци             | 0 (0,0%) | 1.024 (95,3%) |
| Афроамериканци    | 0 (0,0%) | 7 (0,7%)      |
| Азијати           | 0 (0,0%) | 2 (0,2%)      |
| Хиспаноамериканци | 0 (0,0%) | 24 (2,2%)     |
| Укупно            | 0        | 1.074         |